# ГЕС Янагімата
ГЕС Янагімата (柳又発電所) – гідроелектростанція в Японії на острові Кюсю. Знаходячись після ГЕС Мацубара, становить нижній ступінь каскаду на річці Ояма, лівому витоку Тікуго, яка на західному узбережжі острова впадає до моря Аріяке (Ariake-kai, затока Східнокитайського моря). 
На Оямі облаштували невелику водозабірну греблю, яка відводить ресурс до прокладеного під лівобережним масивом дериваційного тунелю довжиною біля 8 км. Він завершується у невеликому водосховищі, створеному на річці Такасе, лівій притоці Тікуго. Тут звели бетонну гравітаційну греблю висотою 26 метрів та довжиною 97 метрів, яка потребувала 25 тис м3 матеріалу. Вона утримує резервуар з площею поверхні лише 3 гектара та об’ємом 273 тис м3 (корисний об’єм 240 тис м3).
Далі ресурс подається по тунелю довжиною понад 5 км, який після вирівнювального резервуару баштового типу переходить у напірний водовід довжиною 0,4 км. У підсумку ресурс надходить до машинного залу, розташованого в долині невеликої річки Учігавано, менше ніж за кілометр від її впадіння ліворуч до Тікуго.
Основне обладнання станції становить одна турбіна типу Френсіс потужністю 63,8 МВт, яка використовує напір у 107 метрів.